# Earle Hodgins
Earle Hodgins (6 de outubro de 1893 – 14 de abril de 1964) foi um ator norte-americano. Ele apareceu em mais de 330 filmes e televisão entre 1932 e 1963.

## Filmografia paarcial
- Paradise Canyon (1935)
- Aces and Eights (1936)
- Oh, Susanna! (1936)
- Ticket to Paradise (1936)
- Gun Smoke (1945)
- G. I. Honeymoon (1945)
- Unexpected Guest (1947)
- Jiggs and Maggie in Jackpot Jitters (1949)
- Up in Smoke (1957)